# El albergue de las mujeres tristes
El albergue de las mujeres tristes es una novela escrita por Marcela Serrano, publicada en 1997. Cuenta la historia de Floreana Fabres, una historiadora que llega a pasar una temporada en un "albergue" sólo para mujeres, en la isla Chiloé en el sur de Chile. El albergue es un refugio para mujeres de todo tipo, que desean sanar sus crisis sentimentales y apoyarse mutuamente. Floreana llega a este lugar luego de ser víctima de una aguda crisis de identidad y aprovecha este retiro para repasar su vida.